# Ermershausen
Ermershausen è un comune tedesco di 534 abitanti, situato nel Land della Baviera.